# Walter Farley
Walter Farley (26. června 1915, Syracuse, New York – 16. října 1989, Sarasota, Florida) byl americký spisovatel, známý především svou sérií dobrodružných knih pro mládež Černý hřebec.
Lásku ke koním probudil ve Farleyovi jeho strýc, který byl profesionálním žokejem a který jej učil jak trénovat koně a jízdu na nich. Černého hřebce tak Farley začal psát ještě v době, kdy studoval na střední škole a vydal jej roku 1941, tedy v roce, kdy dokončil svá studia na Kolumbijské universitě. Je to dobrodružný příběh o vzniku přátelství chlapce Aleka a černého hřebce Blacka. Alek cestuje na lodi, která ztroskotá, a hřebec mu zachrání život. Alek se koně ujme, dá mu jméno Black. Oba se spřátelí a posléze vyhrají dostih, ve kterém porazí nejrychlejší koně USA.
Díky velkému úspěchu knihy napsal Farley pokračování, ve kterém si pro Blacka přijede jeho pravý majitel, arabský náčelník Ithak, který se o koni dozví díky jeho obrovskému úspěchu na dostihu. Daruje však Alekovi jeho první hříbě, hřebce Satana (což je obsahem třetího dílu). Cyklus se pak postupně rozrostl na dvacet svazků.

## Dílo

### Cyklus o černém hřebci
- The Black Stallion (1941, Černý hřebec),
- The Black Stallion Returns (1945, Černý hřebec se vrací),
- Son of the Black Stallion (1947, Syn černého hřebce),
- The Island Stallion (1948, Ostrov hřebců),
- The Black Stallion and Satan (1949, Černý hřebec a Satan),
- The Black Stallion's Blood Bay Colt (1951, Hříbě černého hřebce),
- The Island Stallion's Fury (1951),
- The Black Stallion's Filly (1952, Dcera černého hřebce),
- The Black Stallion Revolts (1953),
- The Black Stallion's Sulky Colt (1954),
- The Island Stallion Races (1955),
- The Black Stallion's Courage (1956),
- The Black Stallion Mystery (1957),
- The Horse-Tamer (1958),
- The Black Stallion and Flame (1960),
- The Black Stallion Challenged (1964),
- The Black Stallion's Ghost (1969),
- The Black Stallion and the Girl (1971),
- The Black Stallion Legend (1983),
- The Young Black Stallion (1989, Mladý černý hřebec), jde vlastně o úvod k celému cyklu, kdy je černý hřebec ještě hříbětem (napsáno společně se synem Stevenem Farleym).

### Ostatní próza
- Man o' War (1962), životopis slavného anglického plnokrevníka, který vyhrál dvacet závodů z jednadvaceti, kterých se zúčastnil.
- Little Black, A Pony (1961), příběh poníka.
- Little Black Goes to the Circus (1963).
- Great Dane Thor (1966), příběh dánské dogy.
- The Little Black Pony Races (1968).

## Filmové adaptace
- The Black Stallion (1979, Černý hřebec), americký film, režie Carroll Ballard.
- The Black Stallion Returns (1983, Černý hřebec se vrací), americký film, režie Robert Dalva.
- The Adventures of The Black Stallion (1990–1993, Dobrodružství černého hřebce), kanadský televizní seriál, režie Carroll Ballard.
- The Young Black Stallion (2003, Mladý černý hřebec), americký film, režie Simon Wincer.

## Česká vydání
- Černý hřebec, Albatros, Praha 1999, přeložila Hana Petráková, znovu 2003.
- Černý hřebec se vrací, Albatros, Praha 2000, přeložila Hana Petráková.
- Syn černého hřebce, Albatros, Praha 2001, přeložila Hana Petráková.